# 岐阜市消防本部
岐阜市消防本部（ぎふししょうぼうほんぶ）は、岐阜県岐阜市の消防部局（消防本部）。瑞穂市、本巣市、山県市、本巣郡北方町は岐阜市に常備消防事務を委託している。

## 沿革
- 1948年11月3日 - 岐阜市消防本部を開設する。
- 1949年9月 - 岐阜消防署を開設する。
- 1951年2月 - 岐阜南消防署を開設する。
- 1951年4月 - 岐阜北消防署を開設する。
- 1952年8月 - 長森出張所・黒野出張所を開設する。
- 1954年9月1日 - 救急業務を開始する。
- 1961年3月7日 - 消防本部・岐阜消防署庁舎が完成する。
- 1965年12月1日 - 森屋出張所・領下出張所を開設する。
- 1966年4月2日 - 岐阜消防署を岐阜中消防署に改称する。消防本部に課制を導入する。
- 1966年11月26日 - 島出張所を開設する。
- 1967年4月1日 - 岩野田出張所を開設する。
- 1968年9月28日 - 芥見出張所を開設する。
- 1969年3月29日 - 岐阜南消防署が移転する。
- 1969年4月14日 - 市橋出張所を開設する。
- 1970年1月13日 - 白山出張所を開設する。
- 1970年2月10日 - 木之本出張所を開設する。
- 1972年4月1日 - 本巣郡穂積町の消防事務を受託し業務を開始する。
- 1972年8月25日 - 穂積分署を開設する。
- 1973年8月10日 - 鶉出張所を開設する。
- 1974年1月12日 - 三輪出張所を開設する。
- 1976年3月30日 - 岐阜北消防署新庁舎が竣工する。
- 1976年12月25日 - 長良出張所を開設する。
- 1979年10月1日 - 長森出張所を分署に改称する。
- 1980年6月1日 - 岐阜市消防音楽隊が発足する。
- 1984年10月21日 - 黒野出張所を分署に改称する。
- 1989年3月26日 - 芥見出張所が移転し、東分署が竣工する。
- 1992年4月1日 - 市橋出張所・鶉出張所を統合し、西分署を開設する。
- 1995年4月1日 - 白山出張所・領下出張所を統合し、東南分署を開設する。
- 2000年12月24日 - 消防本部・岐阜中消防署庁舎が竣工する。
- 2005年3月27日 - 長森出張所・長良出張所を統合し、鵜飼分署が竣工する。
- 2006年1月1日 - 羽島郡柳津町を編入合併する。柳津町は合併の前日をもって羽島郡広域連合から脱退し、羽島郡広域連合消防本部の西消防署柳津分署は、岐阜南消防署柳津分署となる。島出張所・岩野田出張所・三輪出張所を分署に改称する。
- 2007年3月25日 - 木之本出張所・森屋出張所を統合し、精華分署が竣工する。
- 2008年4月1日 - 瑞穂市全域の消防事務を受託し、瑞穂消防署を瑞穂市別府2451-1に開設。瑞穂市は3月31日をもって本巣消防事務組合から脱退し、本巣消防事務組合消防本部南消防署は、瑞穂消防署巣南分署となる。（同時に本巣消防事務組合消防本部中消防署西分署が開設する）。
- 2008年4月1日 - 中消防署に高度救助隊を設置する。
- 2009年5月27日 - 柳津分署の新庁舎が完成。運用を開始する。
- 2011年3月11日 - 東日本大震災に緊急消防援助隊を派遣した。
- 2014年9月27日 - 長野県御嶽山噴火災害に応援出場する。
- 2018年3月25日 - 岐阜南消防署を移転・新築する。
- 2018年4月1日 - 山県市、本巣市、本巣郡北方町の消防事務を受託する。前日付で山県市消防本部及び本巣消防事務組合は解散した。

## 組織
- 本部 - 消防総務課、消防課、救急課、予防課、指令課
- 消防署

## 主力機械
2023年4月1日現在
- 消防ポンプ車：20  内2台は非常用車両
- 水槽付ポンプ車：19  内4台は非常用車両
- 化学車：4
- はしご車：5
- 屈折はしご車∶1
- 救助工作車：6
- 救急自動車：27  内6台は非常用車両
- 水槽車：6
- 指揮車：6
- 支援車：1
- 特殊災害用資機材搬送車：1
- 津波大規模風水害対策車∶1
- 燃料補給車∶1
- 県隊指揮車∶1
- 防災指揮車：1
- 広報車：2
- 査察車：15
- 整備工作車：1
- 人員輸送車：1
- 資機材搬送車：7
- 監察司令車：1
- 起震車：1
- 連絡車：7
- 合計：136

## 消防署
| 消防署       | 住所                    | 分署                                                                                              |
| ------------ | ----------------------- | ------------------------------------------------------------------------------------------------- |
| 岐阜中消防署 | 岐阜市美江寺町2-9       | 東：岐阜市芥見南山2-4-32 東南：岐阜市北一色4-10-16 鵜飼：岐阜市日野西2-1-9 精華：岐阜市西荘4-6-40 |
| 岐阜南消防署 | 岐阜市茜部本郷1-122     | 西：岐阜市江添3-8-18 柳津：岐阜市柳津町丸野2-170-1                                                |
| 岐阜北消防署 | 岐阜市鷺山1769-496      | 黒野：岐阜市今川字神明63-1 島：岐阜市旦島5-11-11 岩野田：岐阜市岩崎2-12-9 三輪：岐阜市福富迎田6-1 |
| 瑞穂消防署   | 瑞穂市別府2451-1        | 巣南：瑞穂市森435                                                                                 |
| 山県消防署   | 山県市高木1291-2        | 美山：山県市笹賀70-1                                                                              |
| 本巣消防署   | 本巣郡北方町加茂1丁目23 | 根尾：本巣市根尾神所395-1 本巣北：本巣市文殊260 真正：本巣市政田313                               |